# Marquesado de Monte Real
El marquesado de Monte Real es un título nobiliario español creado por el rey Felipe V mediante real cédula del 3 de febrero de 1705 y otorgado, por despacho del 26 de mayo del mismo año, al noble navarro José de Aldaz y Aguirre, I vizconde de la Armería desde 1694.
Se otorgó al primer marqués como premio a su lealtad borbónica, ya que llegó a ofrecerse a conducir a su costa, desde Navarra a Madrid y desde allí a Sevilla, más de dos mil quintales de hierro.

## Marqueses de Monte Real
|                       | Titular                                          | Periodo               |
| Creación por Felipe V | Creación por Felipe V                            | Creación por Felipe V |
| --------------------- | ------------------------------------------------ | --------------------- |
| I                     | José de Aldaz y Aguirre                          | 1705-1729             |
| II                    | María Josefa de Samaniego y Flores de Septién    | 1730-1764             |
| III                   | Pedro de Samaniego Montemayor y Córdoba          | 1764-1787             |
| IV                    | Manuel de Samaniego y Pizarro                    | 1787-1799             |
| V                     | Joaquín Félix Antonio de Samaniego y Urbina      | 1799-1844             |
| VI                    | Joaquín de la Cruz de Samaniego y Godoy          | 1844-1857             |
| VII                   | Adolfo Joaquín de Samaniego y Lassú              | 1858-1883             |
| VIII                  | María de la Concepción de Valenzuela y Samaniego | 1915-1920             |
| IX                    | María de los Ángeles Fontagud y Valenzuela       | 1920-1963             |
| X                     | José Ignacio Vázquez de Parga y Rojí             | 1968-¿?               |
| XI                    | Manuel Vázquez de Parga y Andrade                | 2010-hoy              |

## Armas
De oro y cinco paneles de gules colocados en sotuer.
J. Argamasilla de La Cerda y Bayona, en Nobiliario y armería general de Navarra. Cuaderno segundo.

## Historia de los marqueses de Monte Real
- José de Aldaz y Aguirre (Navarra, 9 de septiembre de 1658[1]-Madrid, 31 de diciembre de 1729), I marqués de Monte Real, I vizconde de la Armería, consejero de Hacienda de capa y espada «con exercicio y goce desde luego, con calidad de que haveis de entrar por vra. antigüedad en las del numero» (desde el 11 de febrero de 1705).[1] Era hijo de Miguel de Aldaz y Aguirre, de quien heredó las Reales Armerías, y de su esposa Antonia Fadués y Narváez,[4] los cuales habían contraído matrimonio en 1652.[1]

Casó, en primeras nupcias, con Luisa Guillén del Castillo Sotomayor y Madrid. Sin descendencia.
Casó, en segundas nupcias, con María Josefa de Samaniego y Flores de Septién. Sin descendencia.
Le sucedió su segunda esposa:
- María Josefa de Samaniego y Flores de Septién (f. Madrid, 8 de enero de 1764), II marquesa de Monte Real, II vizcondesa de la Armería. Era hija de Pablo Agustín de Samaniego y Montemayor (1668-1729), caballero de la Orden de Santiago y gentilhombre de boca del rey, y su esposa Francisca Flores de Septién y Ribera (1674-1733).[6]

Casó, en primeras nupcias, con José de Aldaz y Aguirre, ya reseñado.
Casó el 27 de mayo de 1732, en segundas nupcias celebradas en Madrid, con Juan Francisco Remírez de Baquedano y Raja (1700-1766), III marqués de Andía, señor del palacio y montes de Urbasa y del de San Martín de Améscoa, todo en la merindad de Estella y reino de Navarra, caballero de la Orden de Calatrava (1711), mayordomo de palacio y primer caballerizo de la princesa de Asturias, que era hijo, a su vez, de Fernando Remírez de Baquedano y Eulate, caballero de Calatrava y teniente general de la caballería del reino de Navarra, y su esposa Josefa de Raja Murugarren y Liédena, señora del palacio cabo de armería de Rípodas. Le sucedió su hermano:
- Pedro de Samaniego Montemayor y Córdoba (Madrid, 28 de junio de 1704-Ídem, 9 de junio de 1787), III marqués de Monte Real, III vizconde de la Armería, colegial del Mayor de Oviedo en Salamanca, de donde salió en 1735 oidor de La Coruña, fiscal en Valladolid, alcalde de Casa y Corte, corregidor y visitador general de Vizcaya, ministro de toga de los Reales Consejos de Hacienda, Castilla y la Suprema, miembro de la Junta de Comercio, Moneda y Minas, asistente de Sevilla, superintendente de rentas reales de esta provincia, maestre de campo general de sus milicias, intendente general de los Ejércitos de Andalucía y presidente del Honrado Concejo de la Mesta.[4]

Casó el 15 de mayo de 1740, en Zamora, con Juana Antonia Pizarro y Trejo (1717-1757), prima carnal del I conde de Trejo e hija de Juan Manuel Pizarro y Cabeza de Vaca, señor de Macada del Hoyo, miembro del Consejo del Rey, diputado de millones en el Consejo de Hacienda, natural y regidor perpetuo de Zamora, y su esposa Francisca Rosa de Trejo Cárdenas Bracamonte y Mieres, natural de Cazurra (Zamora). Le sucedió su hijo:
- Manuel de Samaniego y Pizarro (Valladolid, 1 de enero de 1742-Madrid, 30 de noviembre de 1799), IV marqués de Monte Real, IV vizconde de la Armería, gentilhombre de cámara del rey y subteniente del Regimiento de África.[7]

Casó el 16 de octubre de 1760, en León, con María del Pilar Fausta de Sámano Urbina y Velandia (1741-1783), VI marquesa de Caracena del Valle, VIII de Villabenázar y III de Valverde de la Sierra, quien era hija de Antonio Alejandro de Sámano Urbina y Tebes, V marqués de Villabenázar y V de Caracena del Valle, señor de las villas de Cidamón (en litigio), Comunión y Bergüenda, castellano de Laguardia, y regidor perpetuo de León, y su esposa María Antonia de Velandia y Araciel, VI marquesa de Tejada de San Llorente, natural de Medina del Campo. Le sucedió su hijo:
- Joaquín Félix Antonio de Samaniego y Urbina (Madrid, 21 de febrero de 1769-Ídem, 6 de octubre de 1844), V marqués de Monte Real, VII marqués de Caracena del Valle, IV marqués de Valverde de la Sierra y IX de Villabenázar (desde 1783), VII marqués de Tejada de San Llorente (desde 1788), II conde de Casa Trejo (1808-1813), VIII vizconde de la Armería (1819-1832), caballero de la Insigne Orden del Toisón de Oro desde 1816, caballero gran cruz de la Orden de Carlos III en 1815, maestrante de Valencia en 1828 y caballero de Ínclita Orden Civil Española de San Juan de Jerusalén, consejero de Estado, gentilhombre de cámara del rey con ejercicio y servidumbre, mayordomo mayor de la reina Isabel II, miembro de las Reales Academias de Ciencias Naturales de Madrid, Bellas Artes de San Carlos de Valencia y San Luis de Zaragoza, castellano perpetuo del castillo y fortaleza de la villa de La Guardia, alguacil mayor perpetuo de Ponferrada y de millones de la ciudad de Cuenca, XIV señor de Tierra de la Reina, del castillo del Conde Don Tello y de las villas de Boca de Huérgano, Villafría, Portilla, Aabes, Los Espejos, Caminayo, Siero, Valverde, Besande, Villamartín de Don Sancho, Santa Marina de Rey, Villaverde de Arcayos, Horcada, Carande, Puente de Órbigo, Caracenilla, Sacedoncillo, Villalvilla, Malpesa, La Overuela, Medinilla, Bergüenda, Corporales, Comunión, Leza del Río, Trebejano, Archillas y Santo Domingo de las Posadas.[9]

Casó en primeras nupcias, por poderes dados en la parroquial de San Bartolomé de La Coronada (Badajoz) el 26 de febrero de 1790 y compromiso ratificado en la parroquia de Santiago Apóstol de Madrid el 6 de marzo del mismo año, con Teresa Rita de Godoy Pizarro y Carvajal (1772-1808), XIII señora de Alcollarín, X condesa de Torrejón (desde 1795), grande de España de primera clase, dama de la reina madre y dama noble de la Orden de María Luisa.
Casó el 28 de octubre de 1812, en segundas nupcias celebradas en Pollensa (Mallorca), con Narcisa María de Asprer y de la Canal (1790-1861), dama de la reina Isabel II, camarera mayor de la reina madre María Cristina de Habsburgo y dama noble de la Orden de María Luisa. Le sucedió su hijo:
- Joaquín de la Cruz de Samaniego y Godoy (Madrid, 14 de septiembre de 1792-Ídem, 3 de octubre de 1857), VI marqués de Monte Real, XI conde de Torrejón y grande de España de primera clase (desde 1808), VIII marqués de Caracena del Valle, VIII de Tejada de San Llorente, V de Valverde de la Sierra (desde 1848), X de Villabenázar y III conde de Casa Trejo, senador vitalicio del reino, coronel de Reales Guardias Españolas, caballero gran cruz de Carlos III y gentilhombre de cámara del rey con ejercicio y servidumbre.[13]

Casó el 8 de mayo de 1839, en Madrid, con María Juana de Lassús y Vallés (1805-1880), dama noble de la Orden de María Luisa, que era hija de Juan Lassús y Perié, comisionista de comercio y vicecónsul de Francia en Sevilla, y su esposa Juana de Dios Vallés e Iglesias, natural de Cádiz. El 4 de mayo de 1858 le sucedió su hijo:
- Adolfo Joaquín de Samaniego y Lassús (Madrid, 28 de marzo de 1838-Ídem, 20 de octubre de 1883), VII marqués de Monte Real, XII conde de Torrejón, VI marqués de Valverde de la Sierra y IV conde de Casa Trejo, grande de España de primera clase, maestrante de Granada desde el 31 de diciembre de 1858, diputado a Cortes, senador del reino por derecho propio (1914-1915), gentilhombre de cámara del rey con ejercicio y servidumbre.[15]

Casó el 5 de abril de 1861, en la parroquia de San Sebastián de Madrid, con María Vicenta Gutiérrez de la Concha y Fernández de Luco (1845-1889), dama de las reinas Isabel II, María de las Mercedes y María Cristina, así como dama noble de la Orden de María Luisa, que era hija segundogénita de José Gutiérrez de la Concha e Irigoyen, marqués de La Habana en 1858, grande de España en 1864 y vizconde de Cuba en 1856 etc., y su esposa Vicenta Fernández de Luco y Santa Cruz, dama noble de la Orden de María Luisa en 1862 y natural de Logroño. El 29 de julio de 1915 le sucedió:
- María de la Concepción de Valenzuela y Samaniego (Madrid, 6 de febrero de 1867-Ídem, 23 de enero de 1946), VIII marquesa de Monte Real, XV condesa de Torrejón y grande de España (desde 1915), VII marquesa de Valverde de la Sierra (desde 1902), IX marquesa de Caracena del Valle y VI del Puente de la Virgen (desde 1928).[17]

Casó el 12 de septiembre de 1890, en la parroquia de San Luis Obispo de Madrid, con José María Fontagud y Aguilera (1867-1939), que era hijo de José María Fontagud y Gargollo, senador del reino, grandes cruces de la Orden de Carlos III y de la de Isabel la Católica y gentilhombre de cámara del rey, y su primera esposa Matilde de Aguilera y Gamboa, hija legítima del conde de Villalobos y natural de Madrid. El 28 de agosto de 1920, por cesión, le sucedió su hija.
- María de los Ángeles Fontagud y Valenzuela (Madrid, 24 de julio de 1900-Ídem, 20 de enero de 1963), IX marquesa de Monte Real, XVI condesa de Torrejón y grande de España (desde 1952), XII marquesa de Caracena del Valle y VII de Puente de la Virgen (también desde 1952), VIII marquesa de Valverde de la Sierra.[18]

Fallecida soltera y sin descendencia. El 9 de octubre de 1968 le sucedió:
- José Ignacio Vázquez de Parga y Rojí (Madrid, 8 de enero de 1933-¿?), X marqués de Monte Real y comandante de infantería.[19]

Casó el 29 de mayo de 1965, en Madrid, con María Gloria Calle Denoso (n. 1937), hija del abogado Tomás Calle Montes y su esposa Cándida Donoso Guilhou, ambos naturales de Madrid. Sin descendencia. El 13 de septiembre de 2010 le sucedió su sobrino:
- Manuel Vázquez de Parga y Andrade (n. El Ferrol, 27 de junio de 1958), XI marqués de Monte Real. Es hijo de Manuel Vázquez de Parga y Rojí (1929-2005), X marqués de Valverde de la Sierra, XIII de Caracena del Valle etc., y su esposa Ana María Andrade y Rodríguez.[20]

Casó el 18 de marzo de 1989, en Valencia, con Victoria Mestre y de Juan, hija de Carlos Mestre Rossi y su esposa Victoria de Juan Fernández, ambos naturales de Madrid.